# Radiatus
Le radiatus (latin pour rayonnant ou radiant) est une variété de nuages qui désigne des nuages en bancs, en nappes ou en couches formant de larges bandes parallèles qui, par suite de l'effet de la perspective, semblent converger vers un point de l'horizon ou, lorsque les bandes traversent entièrement le ciel, vers deux points opposés de l'horizon, appelés « point(s) de radiation »,.
Cette variété s'applique principalement aux cirrus, altocumulus, altostratus, stratocumulus et cumulus.
Dans le cas des cirrus, ces bandes sont souvent partiellement composées de cirrocumulus ou de cirrostratus. Les stratocumulus radiatus sont de l'espèce dite stratiformis (donnant naissant à des stratus) et ne doivent pas être confondus avec des rues de nuages qui sont elles des cumulus radiatus, appartenant généralement à l'espèce mediocris.

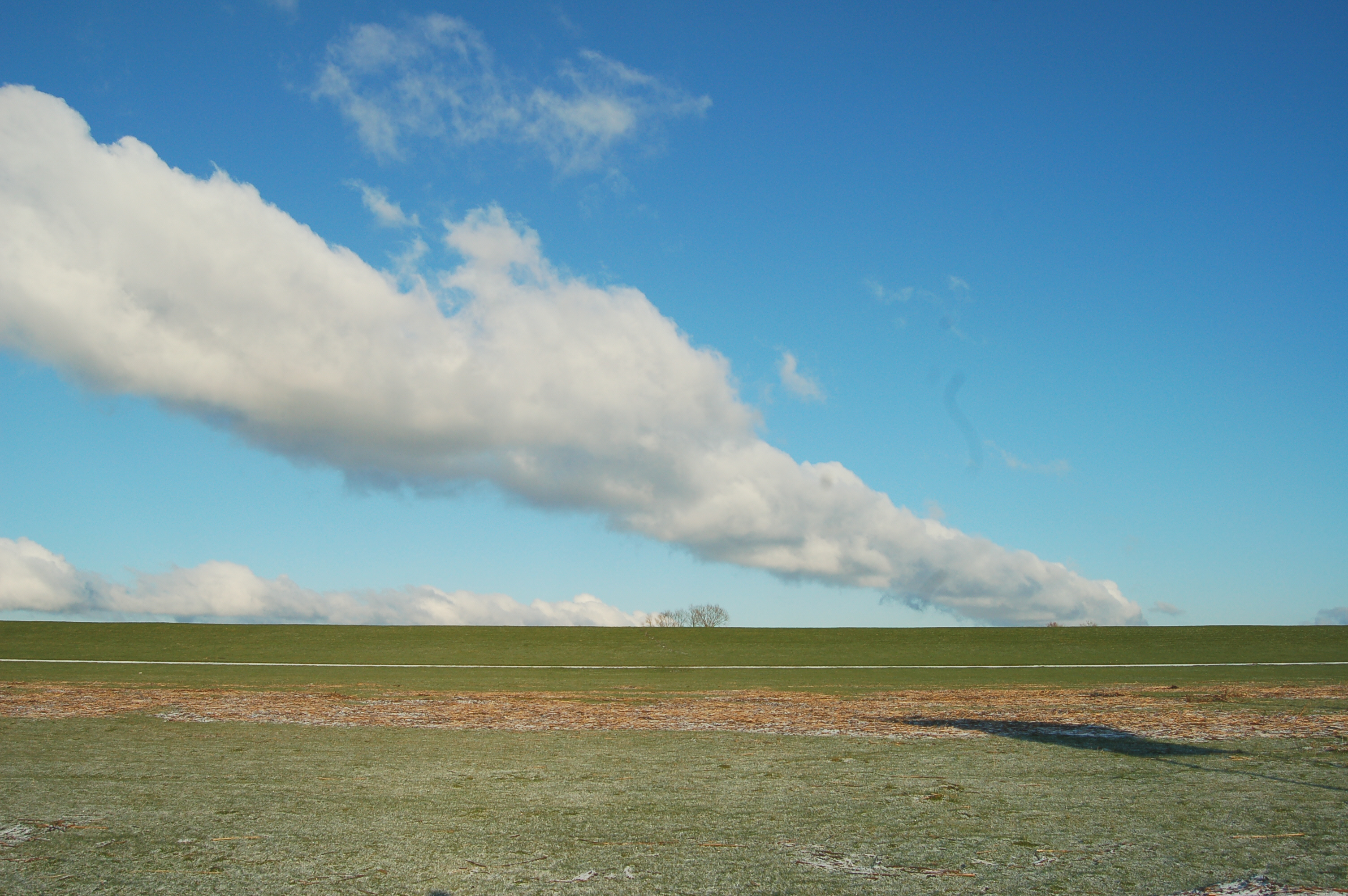
Stratocumulus radiatus
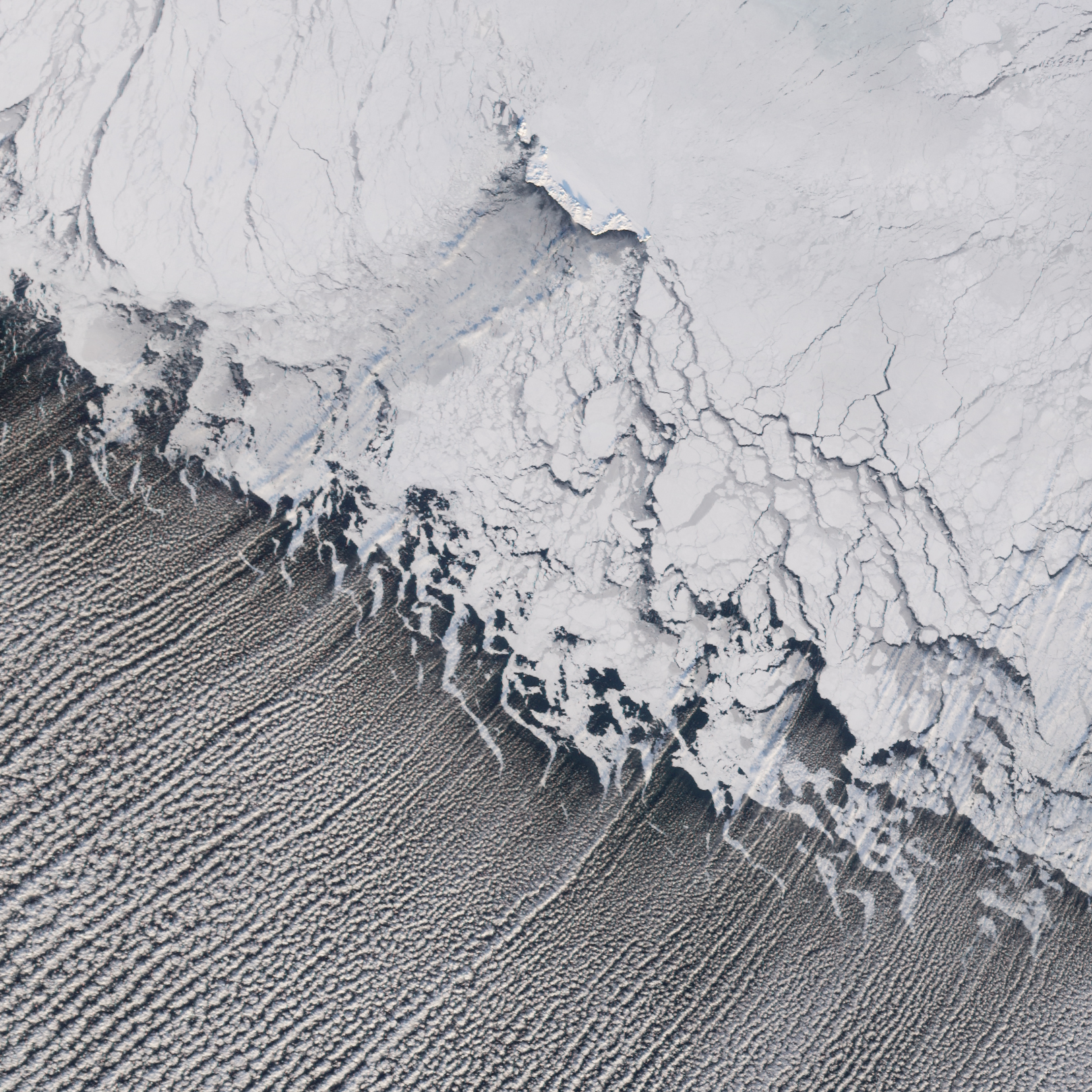
Rues de cumulus radiatus vues de l'espace
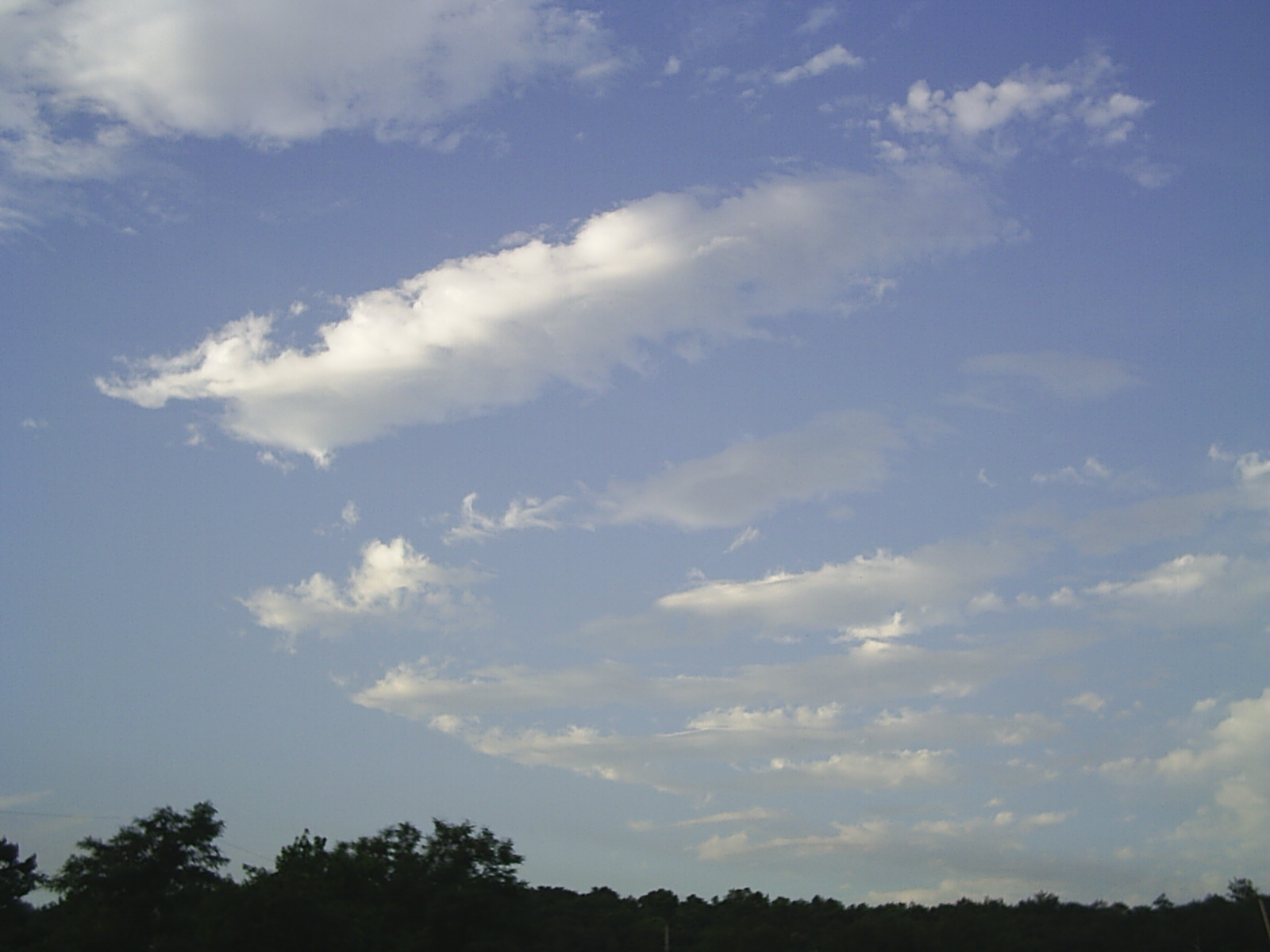
Altocumulus radiatus
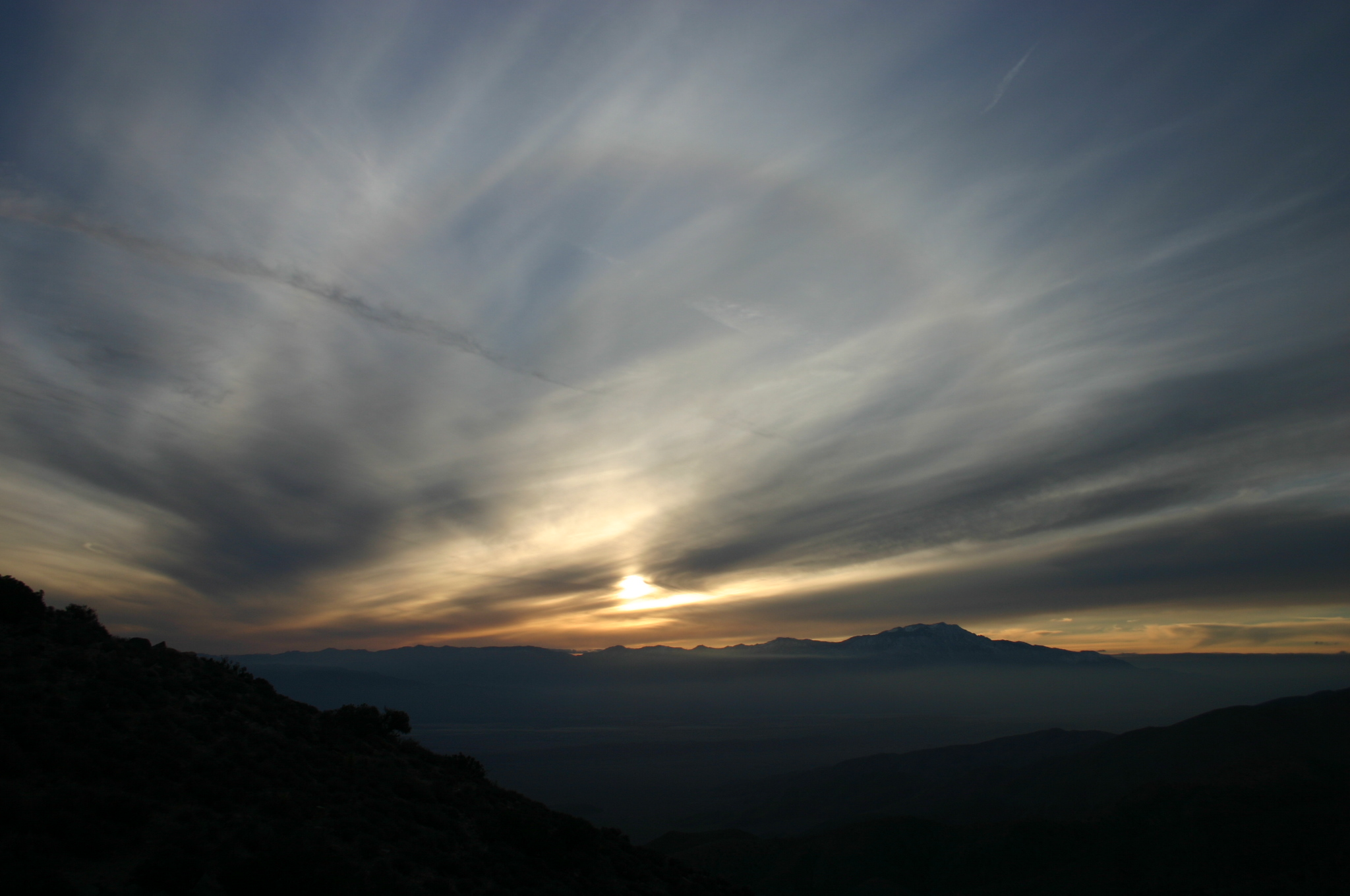
Cirrostratus radiatus avec un halo de 22° ou petit halo
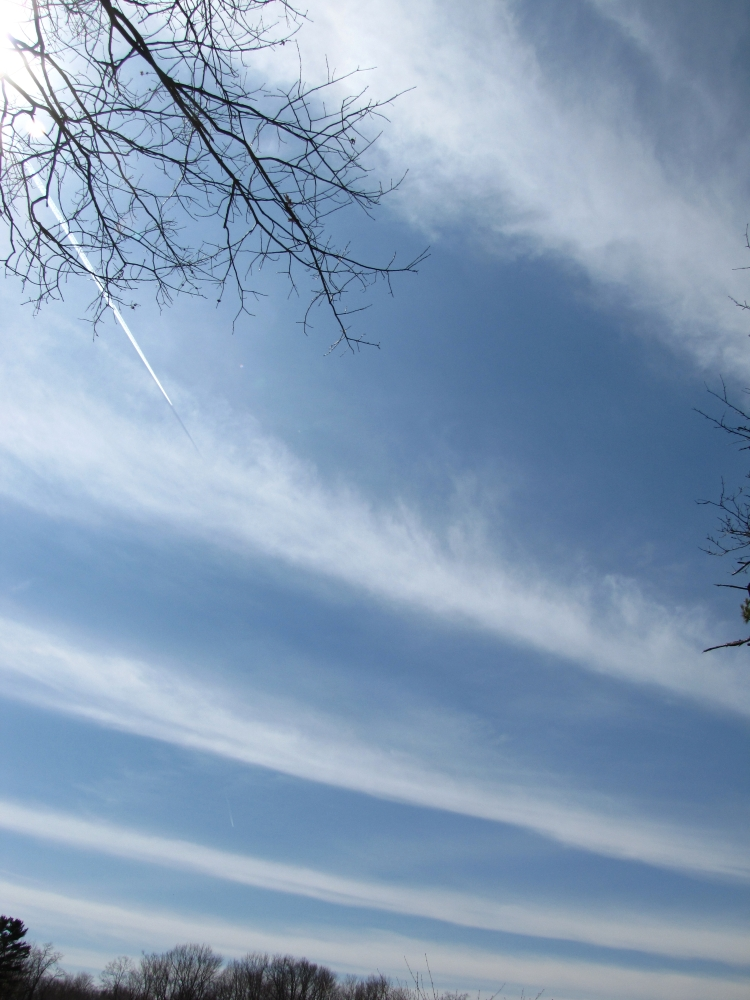
Cirrus radiatus